# Gavin Bocquet
Pour les articles homonymes, voir Bocquet.
Gavin Bocquet est un chef décorateur britannique né à Londres le 23 juillet 1953.

## Biographie
Il a fait ses études au Royal College of Art de Londres et a commencé sa carrière au cinéma comme assistant de Stuart Craig sur Saturn 3 (1980) puis comme dessinateur sur Le Retour du Jedi (1983). Il a travaillé comme assistant décorateur notamment sur Supergirl (1984), Le Secret de la pyramide (1985) et Empire du soleil (1987), puis comme directeur artistique sur Les Liaisons dangereuses (1988) et Erik, le Viking (1989). Il a enfin gravi le dernier échelon pour devenir chef-décorateur au début des années 1990, officiant notamment sur la deuxième trilogie Star Wars.
Il a remporté l'Emmy Award de la meilleure direction artistique en 1992 pour Les Aventures du jeune Indiana Jones.

## Filmographie
- 1991 : Kafka de Steven Soderbergh
- 1992-1993 : Les Aventures du jeune Indiana Jones (série télévisée, 21 épisodes)
- 1994 : Radioland Murders de Mel Smith
- 1995 : Kavanagh (série télévisée, 4 épisodes)
- 1999 : Star Wars, épisode I : La Menace fantôme de George Lucas
- 2000 : Les Aventures de Rocky et Bullwinkle de Des McAnuff
- 2002 : Star Wars, épisode II : L'Attaque des clones de George Lucas
- 2002 : xXx de Rob Cohen
- 2005 : xXx² : The Next Level de Lee Tamahori
- 2005 : Star Wars, épisode III : La Revanche des Sith de George Lucas
- 2007 : Stardust, le mystère de l'étoile de Matthew Vaughn
- 2008 : Braquage à l'anglaise de Roger Donaldson
- 2010 : Les Voyages de Gulliver de Rob Letterman
- 2013 : Jack le chasseur de géants de Bryan Singer
- 2016 : Warcraft : Le Commencement de Duncan Jones
- 2016 : Miss Peregrine et les Enfants particuliers (Miss Peregrine's Home for Peculiar Children) de Tim Burton
- 2018 : Mute de Duncan Jones